# Суд за спортску арбитражу
Суд за спортску арбитражу је међународно квазисудско тело основано за решавање спорова везаних за спорт путем арбитраже. Седиште је у Лозани (Швајцарска), а судови се налазе у Њујорку, Сиднеју и Лозани. Привремени судови се оснивају у градовима домаћинима на Олимпијским играма.
Истовремено је основан Међународни савет за спортску арбитражу (ICAS), и са оба тела председава један председник. ICAS, који има 20 чланова, одговоран је за финансирање и финансијско извештавање CAS-а и именује генералног секретара CAS-а.

## Суђење и жалбе
Уопштено говорећи, спор се може поднети Суду само ако постоји споразум о арбитражи између странака који то омогућава. Међутим, према правилу 61 Олимпијске повеље, сви спорови у вези са Олимпијским играма могу се поднети само овом Суду, а све олимпијске међународне федерације признале су надлежност Суда за бар неке спорове.
Кроз поштовање Светског анти-допинг кодекса из 2009. године, сви потписници, укључујући све олимпијске међународне федерације и националне олимпијске комитете, признали су надлежност Суда за кршење антидопинг правила. Почевши од 2016. године, антидопинг одељење CAS пресуђује у случајевима допинга на Олимпијским играма, заменивши дисциплинску комисију МОК-а.. На ове одлуке се може уложити жалба CAS-овом ад хок суду у граду домаћину Олимпијаде, или ако ад хок суд више није доступан, сталном CAS-у. Инаугурационо одељење за борбу против допинга бавило се са осам случајева, од којих је седам случајева допинга било у његовој надлежности.
Као швајцарска арбитражна организација, на одлуке Суда се могу уложити жалбе Савезном врховном суду Швајцарске. Жалбе на одлуке арбитраже су генерално неуспешне. Од марта 2012. године било је седам успешних жалби. Шест потврђених жалби било је процедуралне природе, а само је једном Савезни врховни суд поништио одлуку о меритуму предмета. То је било у случају Матузалема, бразилског фудбалера. Одлуке CAS-а могу бити предмет даље жалбе Европском суду за људска права.
Савезни суд правде Немачке пресудио је против немачке брзе клизачице Клаудије Пехштајн, признајући недостатак надлежности да поново размотри њен случај. Савезни суд је одлучио да CAS испуњава услове арбитражног суда према немачком закону и да је независност CAS-а од странака обезбеђена методом избора арбитара и могућношћу жалбе Швајцарском савезном суду.

## Приметни примери из јуриспруденције
- У марту 2011, CAS је донео одлуку у свом првом случају по питању биолошких пасоша спортиста (ABP) када је суспендовао двојицу италијанских бициклиста, Франка Пелизотија и Пјетра Каучиолија, на две године на основу доказа из њихових крвних профила.[16]
- Суд је 2001. године пресудио у случају Андреа Радукан против Међународног олимпијског комитета. Ово је био контроверзан случај против допинга, где је било прилично јасно да је спортиста од свог лекара примила таблете против прехладе и грипа. Ово је резултирало позитивним тестом урина, а суд је закључио:

„Комисија је свесна утицаја коју ће њена одлука имати на доброг, младог, елитног спортисту. Она сматра, да у балансирању интереса госпођице Радукан са посвећеношћу Олимпијског покрета спорту без дрога, Антидопинг кодекс мора бити спроведен без компромиса.“
- Суд нерадо поништава теренске одлуке, иако то може учинити у случајевима када постоје јасни докази да су службена лица деловала у лошој намери или самовољно.[18] У CAS 2010/A/2090, CAS веће је објаснило да разлог за то није питање надлежности већ арбитражног самоограничења.[19]
- У октобру 2011, у случају који се односи на Летње олимпијске игре 2012, суд је прогласио да је део Олимпијске повеље прекршио Светски антидопинг кодекс.[20] „Правило Осаке“ је спречило суспендоване спортисте на најмање шест месеци због кршења антидопинг правила да се такмиче на Олимпијским играма након истека суспензије. Суд је касније потврдио ову одлуку, када је поништио дугогодишњи подзаконски акт Британске олимпијске асоцијације (BOA) којим се спречава селекција спортиста кажњених због допинга.[21][22] IOC и BOA су одговорили кампањом за додавање сличног правила Светском антидопинг кодексу.
- У јулу 2016, CAS је потврдио да Руски олимпијски комитет (ROC) не може да пријави атлетичаре на Летњим олимпијским играма 2016, осим оних које је одобрила IAAF према новим правилима такмичења у вези са „неутралним спортистима“. Пошто IOC није био страна у случају, веће је закључило да нема надлежност да одлучи о томе да ли IOC може дозволити таквим провереним спортистима да представљају Русију, дозволити им да се самостално такмиче или у потпуности одбију њихово учешће.[23] Тужиоци су оспорили валидност и применљивост IAAF такмичарског правила 22.1(а), у вези са суспензијом националне федерације (RusAF, бивши ARAF), и правила 22.1А, у вези са подобношћу спортиста из суспендованих федерација. Комисија је утврдила да се ниједно правило не може тумачити као санкције, и из овог и других разлога, оно је у складу са Светским антидопинг кодексом. Комисија је прокоментарисала бескорисност оспоравања новог правила 22.1А, напомињући да, пошто правило омогућава спортистима из Русије нови пут до учешћа, успешан изазов би довео до искључења спортиста који испуњавају услове према правилу, а не до укључивања спортиста из Русије. Веће је одлучило да не оцењује да ли се принцип естопела примењује на спортске спорове, јер је закључило да би тужбе, у овом случају, биле неуспешне.[24] Истовремено, у посебној одлуци, веће је одбило жалбе 67 руских спортиста на одлуке IAAF којима је одбијена њихова пријава да се појаве као „неутрални спортисти“ на Летњим олимпијским играма 2016. године.[23] Дарја Клишина је била једина руска атлетичарка коју су одобрили IAAF и IOC. Међутим, IAAF ју је прогласила неподобном 12. августа на основу нових информација. Дана 15. августа, CAS-ов ад хок суд је усвојио Клишинину жалбу.[25][26]
- Међународни параолимпијски комитет (IPC) одлучио је да забрани учешће Русији на Летњим параолимпијским играма 2016. због налаза у Меклареновом извештају. CAS је 23. августа одбацио жалбу Руског параолимпијског комитета (RPC) на забрану. Суд је утврдио да је суспензија имала основу у правилима IPC-а и навео да је „била сразмерна околностима“. Веће је приметило да није одлучило о правима појединачних спортиста.[27][28] Веће је у образложеној одлуци разрадило ову тачку, наводећи да штетне последице по спортисте које представља RPC нису разлог да се организација ослободи законске одговорности. Веће је одбацило тврдњу да је одлука МОК-а требало да утиче на одлуку IPC-а, напомињући да организације имају посебне повеље и правила. Пошто IPC такође делује као IF, суд се позвао на случај између RWF и IWF где је CAS потврдио сличну суспензију.[29]
- Крајем 2017. МОК је дисквалификовао велики број резултата руских спортиста са Зимских олимпијских игара 2014. Спортисти су такође добили доживотну забрану учешћа у будућим издањима игара. CAS је регистровао 42 жалбе, од којих је 39 одлучено пре Зимских олимпијских игара 2018. За 28 спортиста, веће је утврдило да докази које је изнео МОК нису довољни да се утврди кршење правила. Дисквалификације су потврђене у преосталих 11 случајева, али је забрана била ограничена на игре 2018. године. Веће је јасно ставило до знања да је његов мандат ограничен на појединачне случајеве. Случај није утицао на статус руских спортиста који учествују у Пјонгчангу.[30][31] МОК је изразио жаљење због одлуке у вези са 28 спортиста чије су жалбе у потпуности усвојене, наводећи да ниво траженог доказа није у складу са ранијим одлукама CAS-а. МОК је такође навео да укидање санкција није довољан разлог за позивање 28 спортиста да се такмиче на Играма 2018. МОК је изјавио да ће размотрити своје опције након што добије образложену одлуку.[32] У одговору на пресуду CAS-а, Џим Волден, адвокат др Григорија Родченкова, изјавио је да се том пресудом „изругује“ санкцијама Русији.[33]